# Lagenida
Lagenida es un orden de foraminíferos (clase Foraminiferea, o Foraminifera), tradicionalmente considerado suborden Lagenina del orden Foraminiferida. Su rango cronoestratigráfico abarca desde el Carbonífero hasta la Actualidad.

## Descripción
Son un grupo de foraminíferos bentónicos que presentan una concha calcítica radial, finamente perforada, en la que los cristales aparecen envueltos por membranas orgánicas. Presentan pared monolamelar o multilamelar, aunque las lamelas solo la recubren parcialmente.  La laminación secundaria es típica de las formas más avanzadas, no apareciendo en los taxones primitivos. Las conchas pueden ser de planiespiraladas a desenrolladas. La abertura es generalmente terminal, situada sobre una serie de cortes o arrugas radiales, pudiendo llegar a constituir un verdadero trematóporo.

## Clasificación
Lagenida incluye a las siguientes superfamilias:
- Superfamilia Robuloidoidea
- Superfamilia Nodosarioidea
- Superfamilia Polymorphinoidea